# Kreed: Battle for Savitar
Kreed: Battle for Savitar (также «Kreed: Episode I — Битва за Савитар» или «Крид: Битва за Савитар») — самостоятельное дополнение для компьютерной игры Kreed, разработанное студией Burut CT и выпущенное компанией Руссобит-М в 2004 году. Является приквелом оригинальной игры.

## Игровой процесс
Battle for Savitar является самостоятельным дополнением для Kreed, содержащим четыре новых локации: Плутон, пояс астероидов, Европа и станция Савитар. В игру было добавлено два новых вида вооружения: электрошокер и лазерная винтовка.
Был сильно улучшен физический движок: реализована ragdoll-физика, а на уровни добавлено большое количество объектов, таких как банки и коробки, которые сбиваются выстрелами. Также были добавлены препятствия, вроде колонн, за которыми можно прятаться во время перезарядки оружия.
В дополнении был убран многопользовательский режим игры, но добавлены два новых однопользовательских режима игры: в одном нужно продержаться определённое количество времени, в другом — убить всех монстров на арене.

## Сюжет
Действие дополнения «Битва за Савитар» разворачивается за четыре столетия до Kreed, во второй половине XXIII века. Солнечная система практически полностью окупирована Империей Тиглаари. Действие начинается на Плутоне, одном из последних оплотов сопротивления. Протагонист игры — главнокомандующий освободительным Легионом.
По ходу сюжета игры главный герой уничтожает фанатиков на дрейфующей космической станции в поясе астероидов, объявивших о строительстве некой новой Республики; затем уничтожает военную базу Тиглаари на Европе, спутнике Юпитера; и, наконец, участвует в битве за Савитар — космической станции в поясе Койпера.

## Разработка и выпуск
Дополнение построено на движке оригинальной игры, X-Tend, а также использует открытый графический движок ODE. Battle for Savitar была разработана компанией Burut CT и выпущена в 2004 году; издателями, как и в случае с оригинальной игрой, выступили Руссобит-М (в России) и Acclaim (за рубежом).

## Критика
| Сводный рейтинг       | Сводный рейтинг |
| Агрегатор             | Оценка          |
| --------------------- | --------------- |
| «Критиканство»        | 46/100          |
| Русскоязычные издания |                 |
| Издание               | Оценка          |
| Absolute Games        | 45 %            |
| «PC Игры»             | 3/10            |
| «Игромания»           | 5/10            |
| «Страна игр»          | 6/10            |

Дополнение получило отрицательные отзывы критиков, средний балл на агрегаторе рецензий «Критиканство» составляет 46 из 100 на основе четырёх рецензий. Критики сошлись во мнении, что хотя в дополнении виден прогресс по сравнению с оригинальной Kreed, оно всё ещё не может конкурировать с предстоящими крупными играми жанра, такими как Doom 3 и Half-Life 2. Роман «ShaD» Елишин из журнала PC Игры резюмировал дополнение так: «превзойти саму себя студия смогла, а вот дотянуть до приемлемой играбельности у ребят не получилось». Степан Чечулин из «Игромании» назвал его «вполне стандартным аддоном откровенно слабой игры», порекомендовав его только фанатам оригинальной игры.
Наибольшей похвалы критиков удостоились локации. Роман Елишин заявил, что в отличие от нелогичного и «безумного» дизайна уровней оригинальной Kreed, в локации Battle of Savitar верится. Никита Кареев из «Страны игр» отмечал, что каждая из четырёх локаций имеет свой уникальный стиль оформления, и оформлены они как правило удачно.  Многие критики отмечали, что небольших и аккуратных уровнях играть куда веселее, чем на огромных локациях оригинальной игры. Тем не менее, рецензенты посчитали, что уровни нельзя назвать оригинальными.
Графика, несмотря на улучшения, была воспринята рецензентами критически; так, Степан Чечулин назвал её «удивительно слабой». Обозреватели особенно критиковали модели людей и противников; например, Роман Елишин сетовал на «странные, непропорциональные модели героев — совершенно глупые и безжизненные». Тем не менее, многие рецензенты отмечали, что часть графических эффектов, такие как взрыв уничтожаемых роботов, удались, а Денис «Вурмонд Хсиутт-Мухин» Крикун из Game.EXE заявил, что «новые текстуры уже не вызывают былого негодования».
У многих критиков сложилось впечатление, что игра создавалась в спешке. Ряд рецензентов отмечали большое количество багов; некоторые также сетовали на слабо проработанную физику, посчитав, что физический движок «приделывали наспех», «чуть ли не в последний момент».
Игорь «Zontique» Сонин в рецензии для сайта Absolute Games также раскритиковал новые режимы игры, заявив, что они «убоги ровно настолько, насколько глупо звучат их формулировки».